# Siège de Quéribus
 (novembre 2019).
Si vous disposez d'ouvrages ou d'articles de référence ou si vous connaissez des sites web de qualité traitant du thème abordé ici, merci de compléter l'article en donnant les références utiles à sa vérifiabilité et en les liant à la section « Notes et références ».
Croisade des albigeois
Batailles
Chronologie de la croisade des albigeois
- Béziers
- Carcassonne

- Minerve
- Termes
- Lavaur
- Montgey
- 1er Toulouse
- Castelnaudary
- Muret

- Beaucaire
- 2e Toulouse
- Marmande
- Baziège
- 3e Toulouse

- Avignon
- Montségur

Le siège de Quéribus est un affrontement qui oppose les troupes du roi de France Louis IX aux soldats du commandant de la place forte, Chabert de Barbeira en mai 1255. C'est une victoire des troupes de Saint Louis qui va petit à petit reprendre tous les castras cathares.

## Conséquences du siège de Montségur
En mars 1244, les soldats du roi de France  Louis IX avaient par ailleurs déjà pris le château de Montségur et brûlé plus de 200 Parfaits dans les flammes. Dès lors, la majeure partie du territoire du Languedoc est reconquis mais quelques places fortes résistent toujours aux croisés. Chabert de Barbara résiste d'abord à l'armée de Louis IX mais début mai 1255, le roi met le siège devant cette place forte qui conteste son pouvoir royal sur le Languedoc.

## Déroulement du siège de Quéribus
Le 5 mai 1255, le sénéchal Pierre d'Auteuil qui a remplacé Hugues des Arcis dans la conquête du Languedoc assiège le château de Quéribus en coupant toutes les voies d'approvisionnement des assiégés cathares. 3 semaines plus tard, enfin après l'assaut, ce castrum tombe enfin.
Le siège est mené par Olivier de Termes contre son ancien compagnon Chabert de Barbeira, qui commande la place. Il se termine par la reddition des Cathares, en échange de leur liberté.

## Le traité de Corbeil
En 1258, Louis IX Iet le roi Jacques Ier d'Aragon signent un traité de paix à Corbeil qui permet à Louis IX d'occuper les derniers castras cathares du Languedoc. Jacques 1er, doit renoncer au territoire du Languedoc dont il était le protecteur des troupes du roi de France. Dès lors, la croisade albigeoise est terminée,.